# Goniada diversidentata
Goniada diversidentata är en ringmaskart som beskrevs av Szaniawski 1974. Goniada diversidentata ingår i släktet Goniada och familjen Goniadidae. Inga underarter finns listade i Catalogue of Life.